# Keiichiro Nakano
Keiichiro Nakano (中野 圭一郎 Nakano Keiichiro?), född 29 mars 1976 i Kagawa prefektur, är en japansk före detta fotbollsspelare.
Nakano började sin karriär 1998 i Albirex Niigata. 2002 flyttade han till Japan Soccer College. Han avslutade karriären 2004.